# 平度北站
平度北站，位于山东省青岛市平度市新河镇，是大莱龙铁路的货运站。大莱龙铁路2021年底扩能改造完成后，全线初期（2025年）将设置15座车站，平度北站将成为10座改建既有车站之一。